# Lecane nwadiaroi
Lecane nwadiaroi är en hjuldjursart som beskrevs av Segers 1993. Lecane nwadiaroi ingår i släktet Lecane och familjen Lecanidae. Inga underarter finns listade i Catalogue of Life.